# ضغط بفقد
الضغط بفقد  (بالإنجليزية: Lossy compression) في تقانة المعلومات، هو وسيلة من وسائل لترميز البيانات التي تضغط المعطيات بخسارة بعض المعلومات. تهدف العملية إلى تقليل مقدار المعلومات التي تخزن أو ترسل عن طريق جهاز الحاسوب، مثل الإصدارات المختلفة من صورة القط، تشرح كيفية الاستغناء عن بعض البيانات وكيفية تحويل جودة الصورة إلى جودة أقل بعد خسارة المعلومات، ومن الطبيعي خسارة مقدار معين من البيانات من دون أن يلاحظ المستخدم أي تغيير في الصورة.
الضغط ذو الخسارة هو الأكثر تداولاً لضغط ملفات الوسائط المتعددة (الصور، ملفات الصوت، الفيديو) خاصة في التطبيقات مثل تدفق وسائل الإعلام والاتصال الهاتفي عبر الإنترنت، على النقيض من ذلك، لا يمكن استخدام هذه الطريقة في الملفات النصية وسجلات البنوك بل من الأفضل استخدام وسائل ضغط أخرى لا تفقد بيانات.
من الممكن ضغط العديد من أنواع البيانات الرقمية بطريقة تقلل من حجم الملفات المراد تخزينها في الحاسوب، بدون خسارة المعلومات الكاملة في الملف الأصلي. مثال تحول رقمين إلى مجموعة من النقاط الرقمية مع تحديد مستوى اللون والسطوع في كل نقطة، إذا كانت الصورة تحتوي على نقاط من نفس اللون يمكن أن تقلل عدد من هذه النقاط بدون أي خسارة.
يحتوي النص الأصلي على كمية معينة من المعلومات؛ هناك حد أدنى لحجم الملف الذي يمكن أن يخزن جميع المعطيات، كمثال معظم الناس تعلم أن ملف مضغوط بطريقة "Zip" هو أصغر من الملف الأصلي ولكن لا يعني أنه إذا استمرينا في ضغطه سوف يصبح خالياً، على العكس سوف يصبح أكبر في الحجم.
في كثير من الحالات، الملفات والبيانات والجداول تحتوي على معلومات أكثر مما هو مطلوب لغرض معين. على سبيل المثال، قد يكون هناك صور أكثر تفصيلاً مما يمكن للعين أن تميز عندما تكون في أكبر حجم لها ؛ وبالمثل، ملف صوتي لا يحتاج إلى الكثير من التفاصيل الدقيقة أثناء مرور بصوت عالي جدًا.
تطوير تقنية ضغط المعلومات مع الفقدان لتشابه الإدراك البشري عملية معقدة جدًا. في حين إن الملف المثالي هو الملف الذي يشبه الإدراك البشري مع فقدان أكبر كمية من المعلومات ؛ و في أحيان أخرى فقدان القليل من جودة الملف مقبول لتقليل الحجم.

## تحويل الترميز
أكثر عمومًا، الضياع يمكن اعتبار كتطبيق من تحويل الترميز، في حالة بيانات الوسائط المتعددة، الترميز الإدراك الحسي: أنه يحول البيانات الأولية إلى المجال الذي يعكس بدقة أكثر محتوى المعلومات. على سبيل المثال، بدلا من التعبير عن ملف الصوت على أنه مستويات السعة على الزمان، يمكن للمرء التعبير عن ذلك على أنه الطيف الترددي على الزمن، وهو ما يعادل أكثر دقة للتصور الصوت البشري.
في حين تقليل البيانات (ضغط، سواء كان ذلك مع ضياع أو بدون ) هو الهدف الرئيسي من تحويل الترميز، فإنه يسمح أيضا تحقيق أهداف أخرى: واحدة قد تمثل بيانات أكثر دقة عن البيانات الأصلية، على سبيل المثال، من حيث المبدأ، إذا يبدأ واحد مع سيد الرقمية أو التناظرية عالية الدقة، يجب من ملف (م ب 3 ) ذات حجم معطى توفير تمثيل أفضل من الصوت غير مضغوط الخام في (و أ ف) أو (أ إ ف ف ) ملف من نفس الحجم. وذلك لأن الصوت غير مضغوط يمكن فقط تقليل حجم الملف عن طريق خفض معدل بت أو العمق، في حين ضغط الصوت يمكن أن تقلل من حجم مع الحفاظ على معدل بت وعمق.يصبح هذا الضغط خسارة انتقائية لأقل بيانات أهمية، بدلا من فقدان البيانات في جميع المجالات. وعلاوة على ذلك، قد يوفر تحويل الترميز مجال أفضل لمعالجة أو تحرير البيانات على سبيل المثال، يتم التعبير عن تكافؤ الصوت الأكثر طبيعية في مجال التردد (تعزيز البص، على سبيل المثال) وليس في المجال الزمني الخام .
من هذا المنظور، الترميز الإدراك الحسي ليس في الأساس حول تجاهل البيانات، ولكن بالأحرى عن تمثيل أفضل للبيانات.
استخدام آخر هو من أجل [توافقية مع إصدرات الأقدم] و [تحمل الأخطاء] :في التلفزيون الألوان، وترميز اللون عبر مجال تحويل الإنارة التلون (مثل واي يو في ) يعني أن مجموعات الأسود والأبيض عرض الإنارة، في حين تجاهل معلومات اللون.

## فقدان المعلومات
تكرار عملية الضغط وفك الضغط قد يؤدي إلى فقدان تدريجي للجودة، وهذا على عكس عملية الضغط بدون فقدان حيث أن المعلومات لن يتم فقدانها مثل النوع الآخر . يتم توفير الأسس النظرية، معلومات عن ضغط البيانات مع الفقد من قبل نظرية معدل التشوه. نظرية معدل التشوه تعتمد بشدة على تقدير النظرية الافتراضية ونظرية القرار من أجل تصميم نموذج تشويه الإدراك الحسي والحكم على الجمالية. و هذا مشابه لحد كبير مع نظرية الترميز.

## أنواع
هناك نوعان بسيطان من مخططات الضغط مع فقد البيانات :
في تحويل ترميز الضغط مع فقد البيانات، يتم أخذ عينات من الصور والملفات الصوتية، مقطعة إلى شرائح صغيرة، تم تحويلها إلى مكان آخر، والمكممة. والقيم ألمكممة الناتجة هي التي تم تشفيرها.
في تنبؤ ترميز الضغط مع فقد البيانات، يتم استخدام بيانات فك الشفرة التالية للتنبؤ بعينات الصوت الحالية أو إطار صورة الخطأ بين البيانات المتوقعة والبيانات الحقيقية، جنبا إلى جنب مع أي معلومات إضافية اللازمة لإنتاج التنبؤ، هو الكم وترميزها.
في بعض النظم يتم الجمع بين الطريقتين، مع تحويل الترميز المستخدم لضغط إشارات الخطأ التي تم إنشاؤها بواسطة مرحلة التنبؤية.

## المقارنة بين الطريقتين
ميزات طرق الضغط مع ضياع على طرق الضغط بدون ضياع هي في بعض بالحالات طرق الضغط مع ضياع لها القدرة على إنتاج ملف مضغوط أكثر من الضغط بدون فقدان، مع ذلك يلبي متطلبات التطبيق.
طريقة الضغط مع فقدان عادة تستخدم لضغط الأصوات الصور والفيدوهات، هذا لأن هذه الأنواع من البيانات تهدف إلا تأويل الإنسان عندما العقل يقدر بسهولة ملئ الفراغات أو مشاهدات الأخطاء الماضي طفيفة أو التناقضات، بطريقة مثالية الضغط مع ضياع هو شفاف (غير محسوس)، التي يمكن التحقق منها عبر اختبار (أ ب اكس ).

## الشفافية
عندما يحصل المستخدم على ملف ( ضغط مع ضياع ) مضغوط، يمكن للملف المسترجع أن يكون مختلف تماما عن الأصل بمستوى ألبت عندما يجري تمييز إلى أذن الإنسان أو عينه إلا أغراض عمليا أكثر . العديد من طرق الضغط تركز على الخصوصيات فسيولوجيا البشرية، مع الأخذ بعين الاعتبار، أنه يمكن لعين الإنسان أن ترى موجات معينة من الضوء فقط .
يصف نموذج النفس بشكل سليم كيف يمكن للصوت أن يكون مضغوط كبير من دون تقليل الجودة المدركة.الخلل الذي يكون بسبب الضغط مع فقدان هو محسوس لعين الإنسان أو سمعه والذي معروف بالضغط المصتنع.

## نسبة الضغط
نسبة الضغط (هي حجم الملف المضغوط مقارنة مع الملف الغير مضغوط) من أنظمة فك وتشفير الملفات المضغوطة مع فقدان، هو دائما تقريبا أعلى بكثير للصوت والصور المكافأة.
الفيديو يمكن ضغطها بشكل كبير (لغاية 100:1) مع القليل من فقدان جودة مرئية
الصوت يمكن ضغطه لغاية 1 :10 مع فقدان غير محسوس من جودة
الصورة يمكن ضغطها لغاية 1 :10 كما هو الحال مع الصوت، ولكن فقدان الجودة هي أكثر وضوحا، خاصة على توثيق التفتيش.

## نقل الترميز والتعديل
تحذير مهم عن الضغط مع فقدان هو (رسميا، تحويل الشفرة ) أو تعديل الملف المضغوط مع الفقدان يسبب فقدان الجيل الرقمي من إعادة الترميز .
يمكن تجنب هذا فقط بإنتاج ملفات مضغوطة مع فقدان من (الضغط بدون فقدان ) الأصلي وفقط تعديل نسخة عن الملفات الأصلية، مثال الصور في شكل الصورة الخام أو الصريح بدل من (ج أ إ ج ).
إذا البيانات التي تم ضغطها بشكل ضغط بدون فقدان تم فك ترميزه وضغطه بطريقة الضغط مع فقدان، حجم النتيجة يمكن أن تكون قابلة للمقارنة مع حجم البيانات قبل الضياع، ولكن لا يمكن استرداد البيانات المفقودة بالفعل.
عند التحديد بستخدام تحويل الضغط مع فقدان بدون الحفاظ على الأصل، وينبغي للمرء أن يتذكر أنها قد تحتاج إلى تحويل الشكل في المستقبل لتحقيق التوافق مع البرامج أو الأجهزة (شكل التحول)،أو لتجنب دفع إتاوات براءات الاختراع من أجل فك رموز أو توزيع الملفات المضغوطة.
البيانات لا يمكن ملاحظتها.